# Alleanza Nazionale (Paesi Bassi)

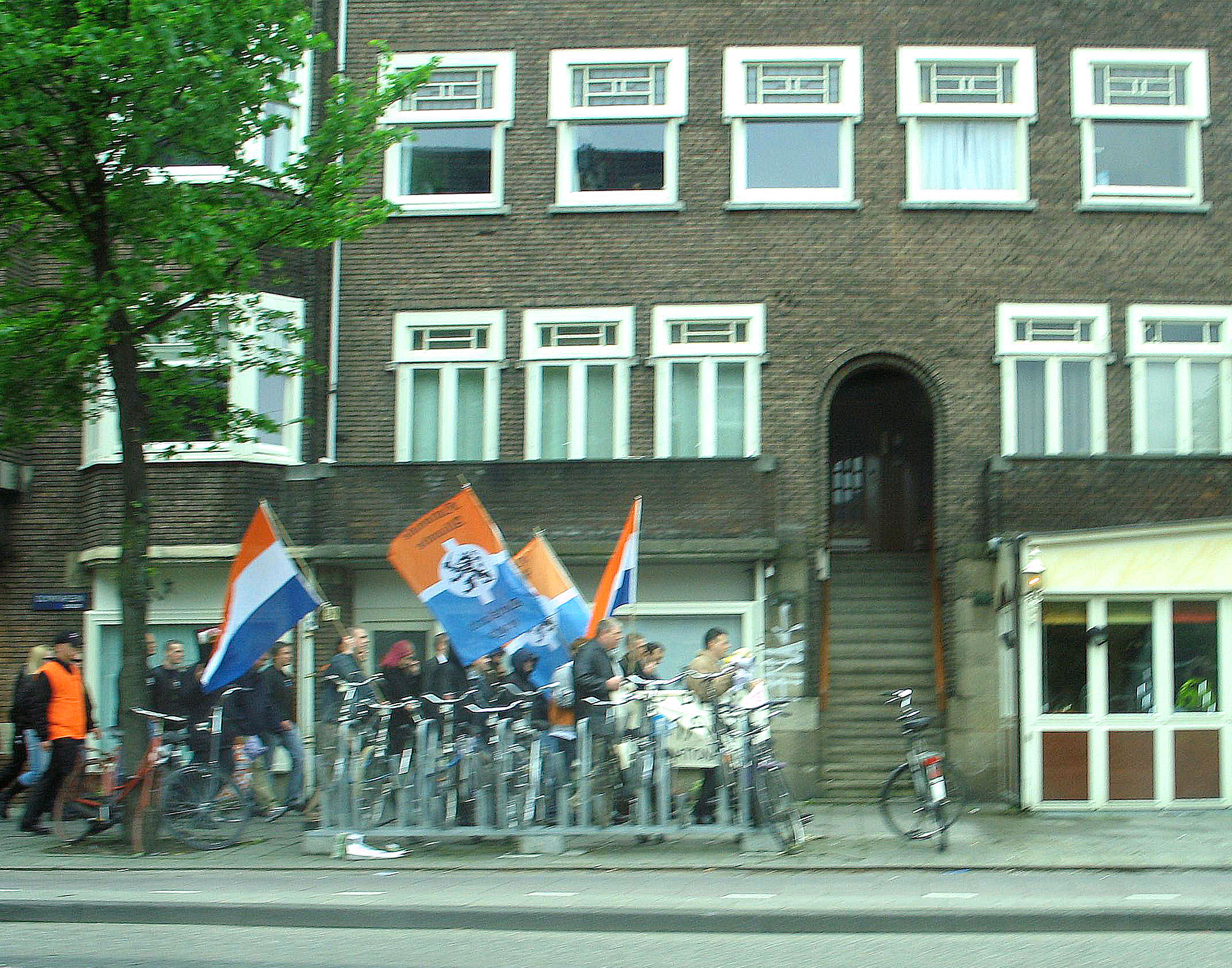
NA manifestazione (2006)

Nationale Alliantie (in italiano: Alleanza Nazionale) è stato un partito politico nazionalista olandese; era inoltre membro del Fronte Nazionale Europeo. Il partito è stato sciolto nel 2007.
Il partito venne fondato nel 2003, da Jan Teijn e Virginia Kapić. Teijn ha iniziato la sua carriera nazionalista nel Centrum Democraten di Rotterdam e poi si avvicinò al CP'86, dove fu uno dei membri del consiglio comunale di Rotterdam di una fazione nazionale socialista e, alla fine, si è fatto eleggere per la PNN in Consiglio della città nel quartiere Feijenoord, una sede che egli detiene il titolo personale, ma più avanti nel nome della NA. Hanno perso il seggio nelle elezioni del 2006 (302 preferenze e 1,2% dei voti).